# Циммерман, Ян Вендель Герстенхауэр
Ян Вендель Герстенхауэр Циммерман (нидерл. Jan Wendel Gerstenhauer Zimmerman; 31 января 1816, Монникендам, Северная Голландия — 24 сентября 1887, Роттердам, Нидерланды) — голландский художник и литограф.

## Биография
Учился живописи в Академии изобразительных искусств в Амстердаме у Яна Адама Круземана. После завершения учебы до 1859 года работал в Амстердаме, с 1862 по 1870 год в Мидделбурге, с 1873 по 1887 года в Роттердаме.
Занимался жанровой и портретной живописью, был рисовальщиком и литографом. Занимался фотографией.
Принимал участие в выставках в Амстердаме, Гааге, Роттердаме (1834—1888) и Леувардене (1859).

## Галерея

Спинола приветствует голландских военачальников после взятия Бреды.
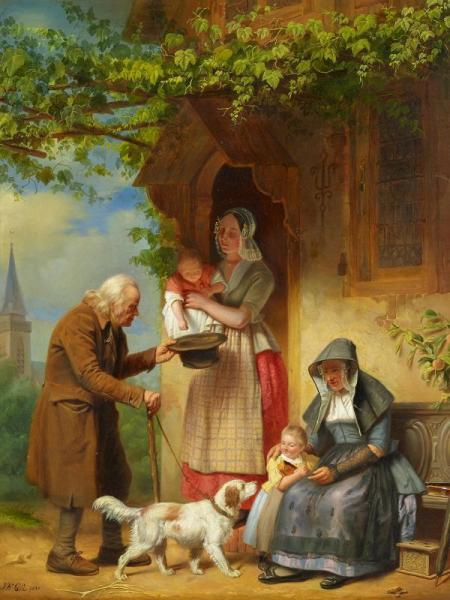
Детское подаяние
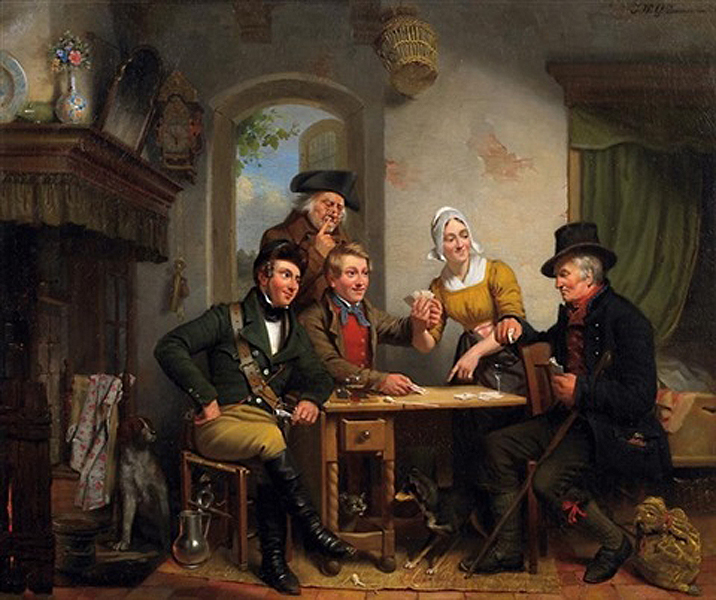
Игроки в карты
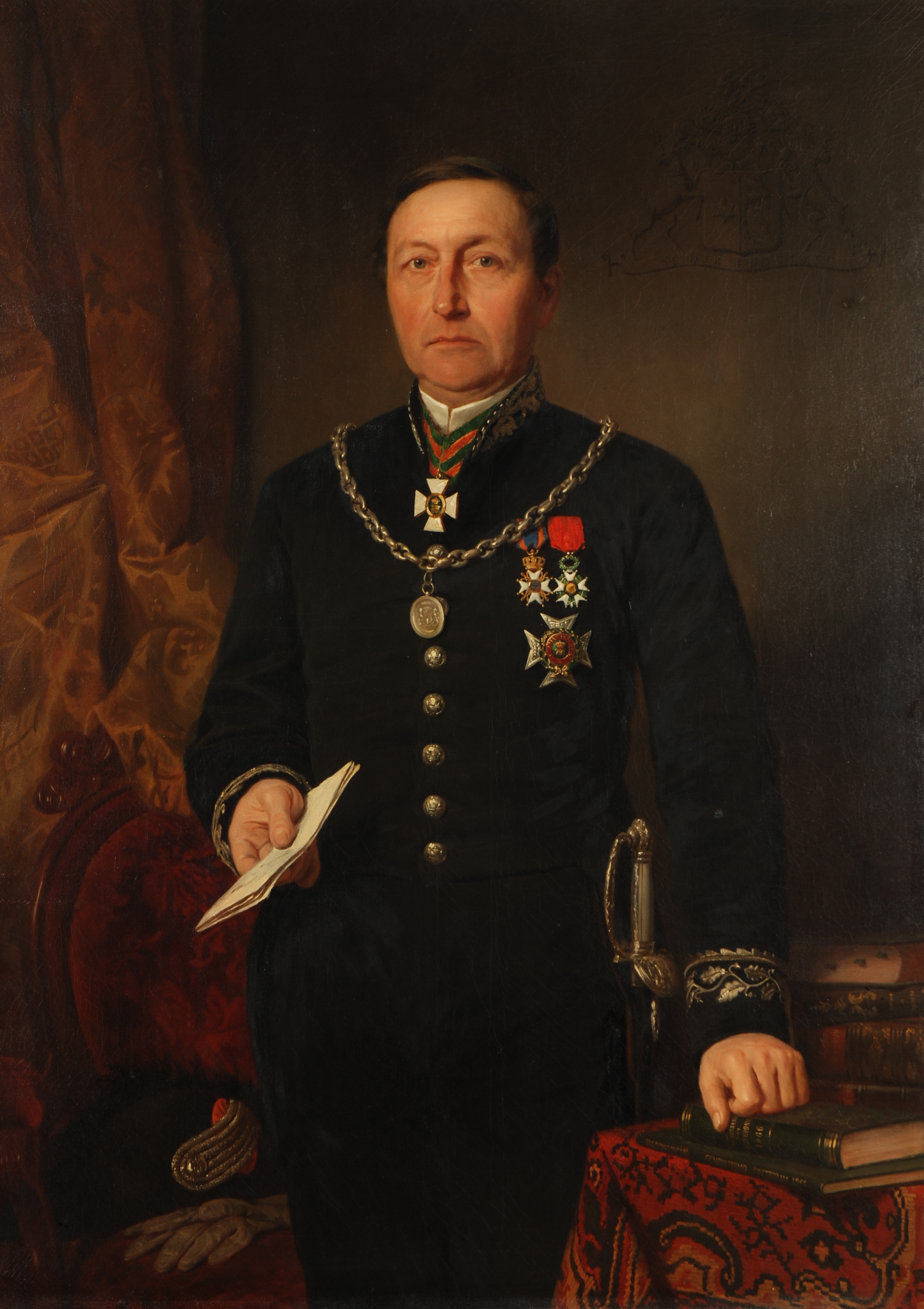
Портрет бургомистра Роттердама Йоста ван Волленховена